# Charles Maillard (architecte)
Pour les articles homonymes, voir Charles Maillard et Maillard.
Charles Maillard, né à Aubry-du-Hainaut le 12 octobre 1821 et mort à Tourcoing le 24 décembre 1875, est un architecte français

## Biographie
Charles Maillard a suivi ses études d'architecte à l'école des beaux-arts de Paris. Il fut l'élève d'Hippolyte Le Bas (promotion 1842, première classe 1845).
Architecte à Tourcoing, il a réalisé de nombreux projets, notamment de nombreuses églises et chapelles dans le Nord de la France.
Son œuvre la plus grandiose est l'hôtel de ville de Tourcoing, achevé après son décès par son confrère Louis Leblan.
Il s'est marié le 1er mai 1855 avec Henriette Desurmont (29 octobre 1830-16 janvier 1863). Ils ont eu deux enfants dont Jean-Baptiste Maillard (1857-1929) également architecte à Tourcoing.
Il est membre fondateur de la société des architectes du Nord en 1868, initiative impulsée par Auguste Mourcou et Émile Vandenbergh.

## Réalisations
- 1859 : clocher de l'église paroissiale Notre-Dame-des-Anges[2], Tourcoing,  Inscrit MH (1981)
- vers 1860 autels secondaires du Rosaire et du Saint-Nom de Jésus, église Saint-Christophe[3], Tourcoing,  Inscrit MH (1981)
- 1865-1874 : église du Saint-Sépulcre[4], Lambersart ; détruite en 1993, hormis la tour-clocher de Henri Boudin.
- 1866 : hôtel Charles Roussel-Defontaine, devenu le musée des beaux-arts Eugène-Leroy, Tourcoing
- 1867 : église Saint-Calixte, Hornaing
- 1868 : hôtel de ville, Wambrechies
- 1868 : église Saint-Waast, Ostricourt
- 1868-1874 : église Saint-Piat, Roncq
- 1872-1875 : église de l'Immaculée-Conception, Wervicq-Sud
- 1874 : église Saint-Martin, Bousbecque
- 1874-1880 : église Saint-Amand, Marquette-lez-Lille[5]
- 1875 : avant projet pour les Grandes Halles[6], réalisées par Louis Leblan, Tourcoing
- 1877-1882 : église Saint-Maclou de Wattrelos
- 1885 : hôtel de ville de Tourcoing[7],  Inscrit MH (1981)

## Galerie de photos

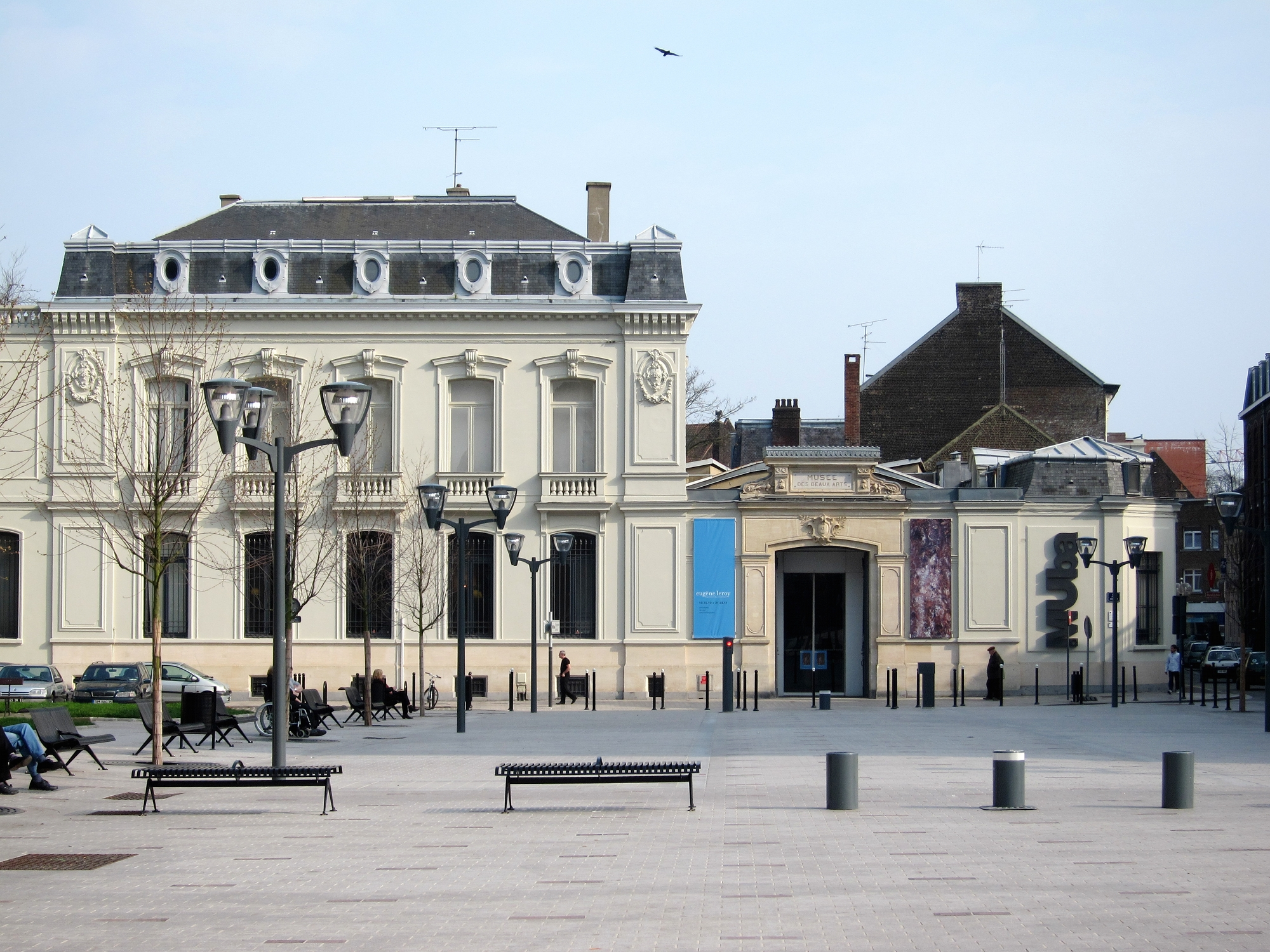
MUba de Tourcoing.
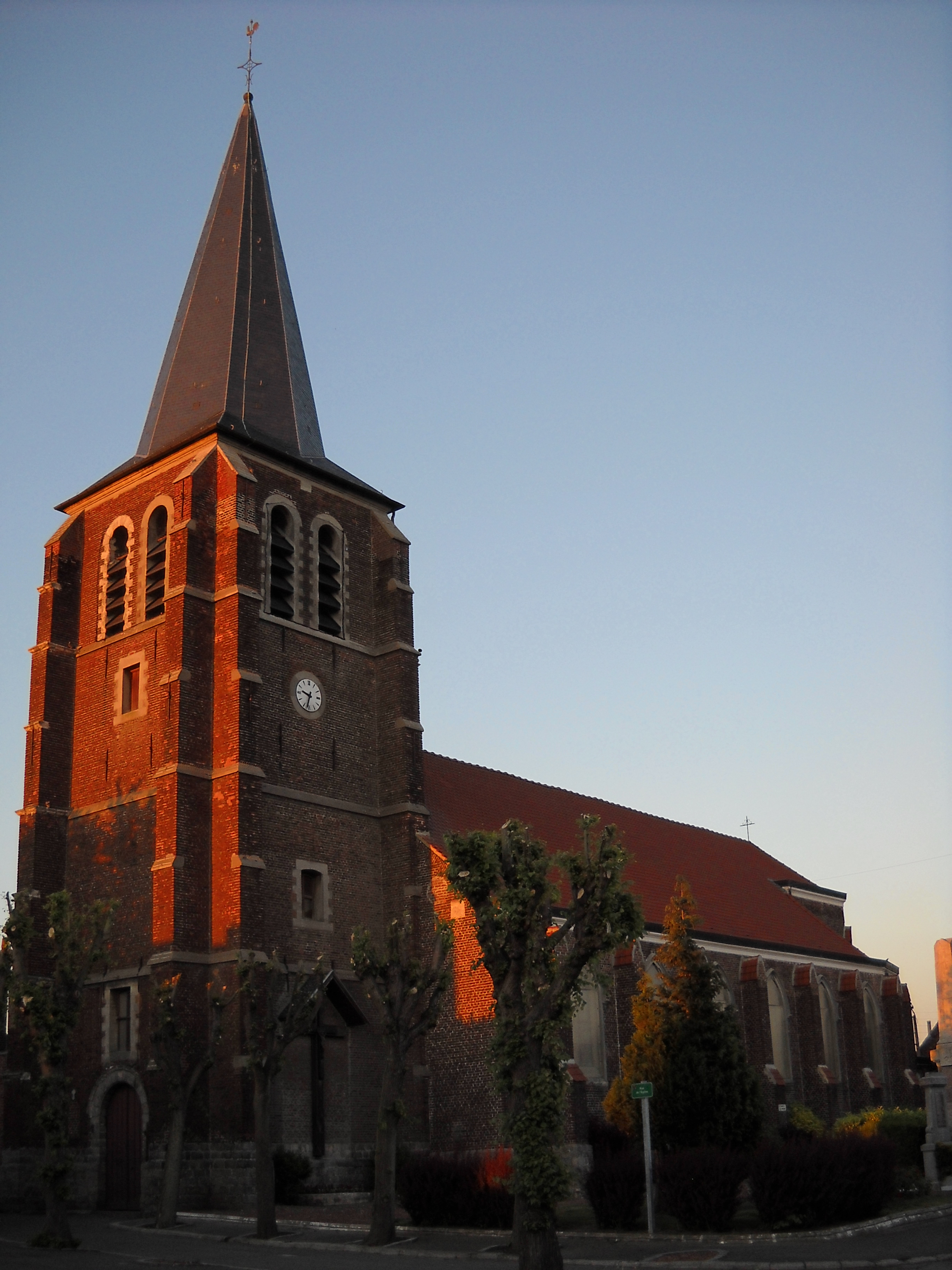
Saint-Waast à Ostricourt.
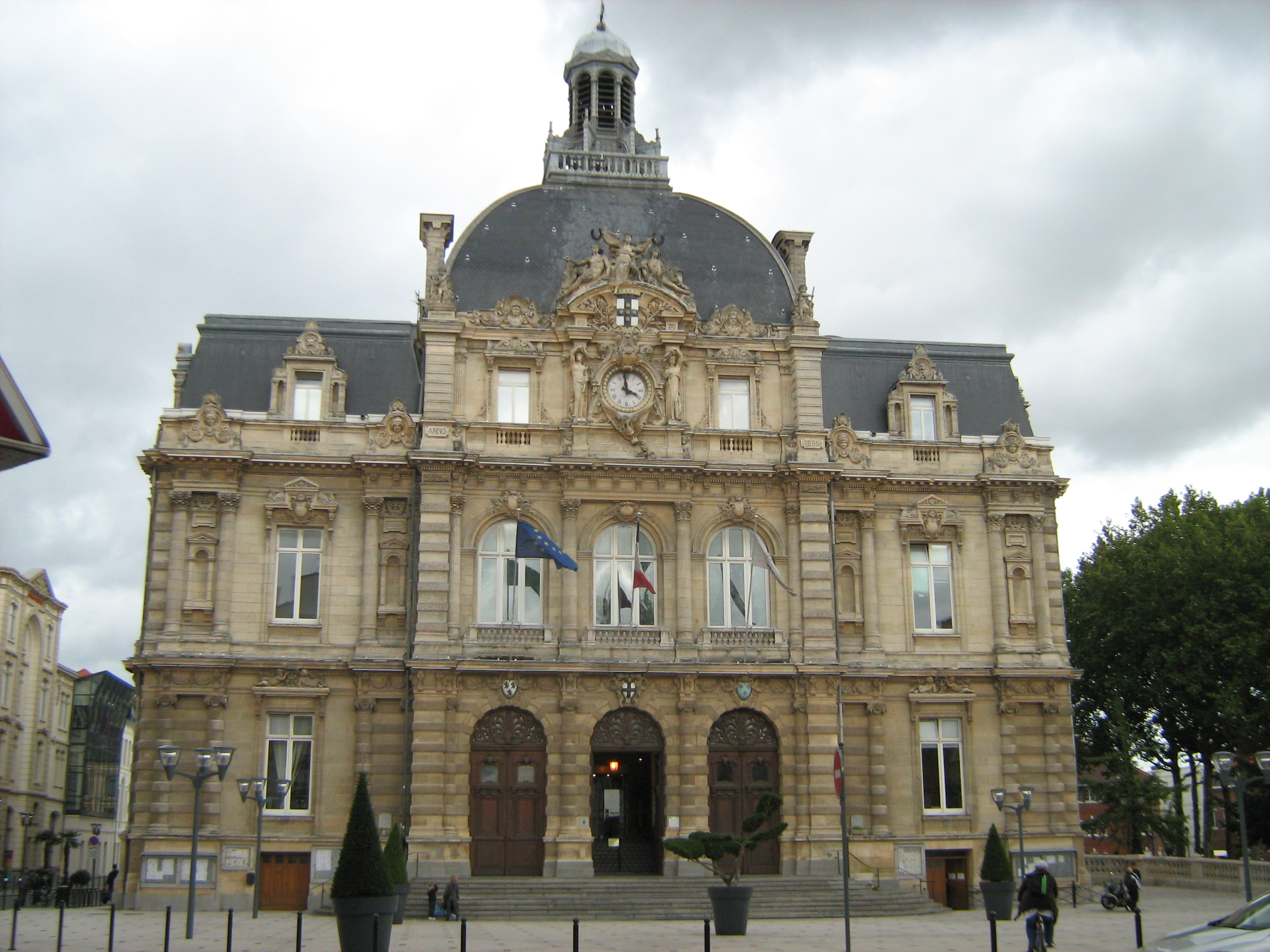
Hôtel de ville à Tourcoing.
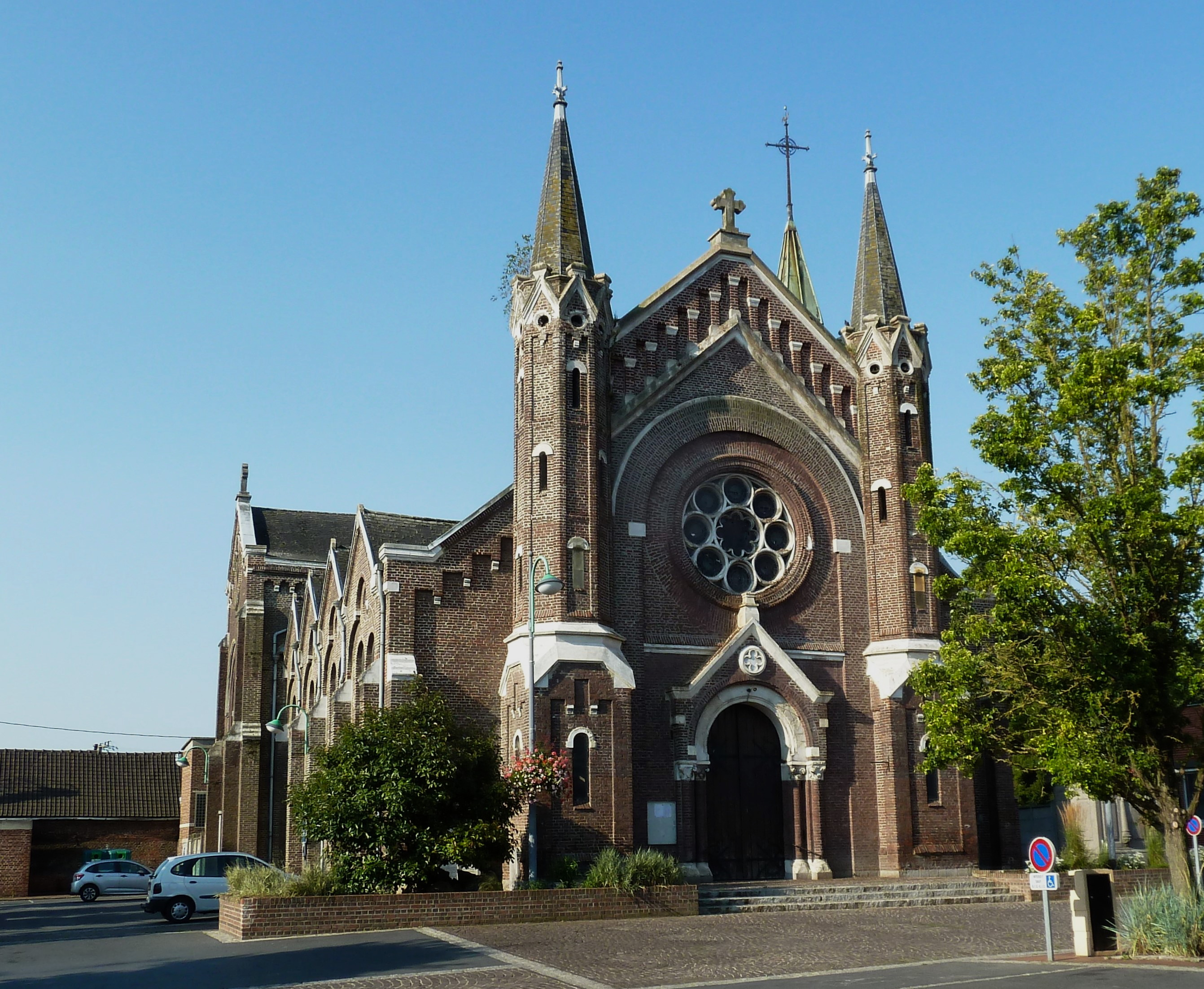
Église Saint-Calixte, Hornaing.
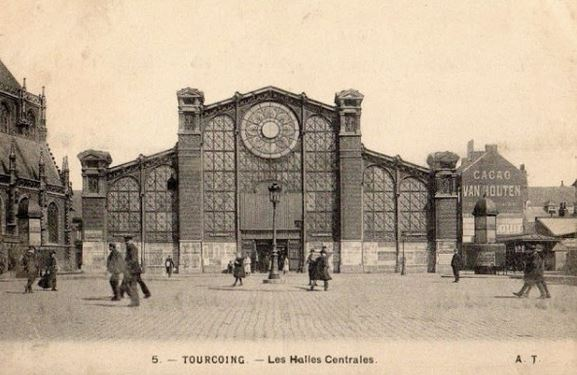
Halles centrales de Tourcoing, détruites en 1935.